# 19175 Peterpiot
19175 Peterpiot è un asteroide della fascia principale. Scoperto nel 1991, presenta un'orbita caratterizzata da un semiasse maggiore pari a 2,5222455 UA e da un'eccentricità di 0,0313770, inclinata di 3,17163° rispetto all'eclittica.